# Леа-Артибай

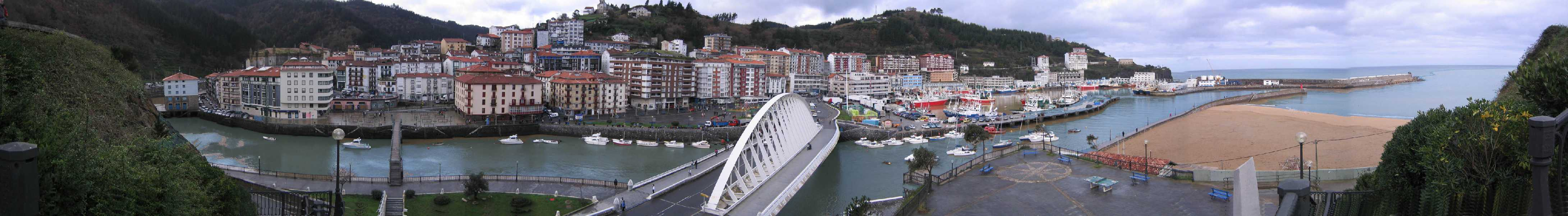

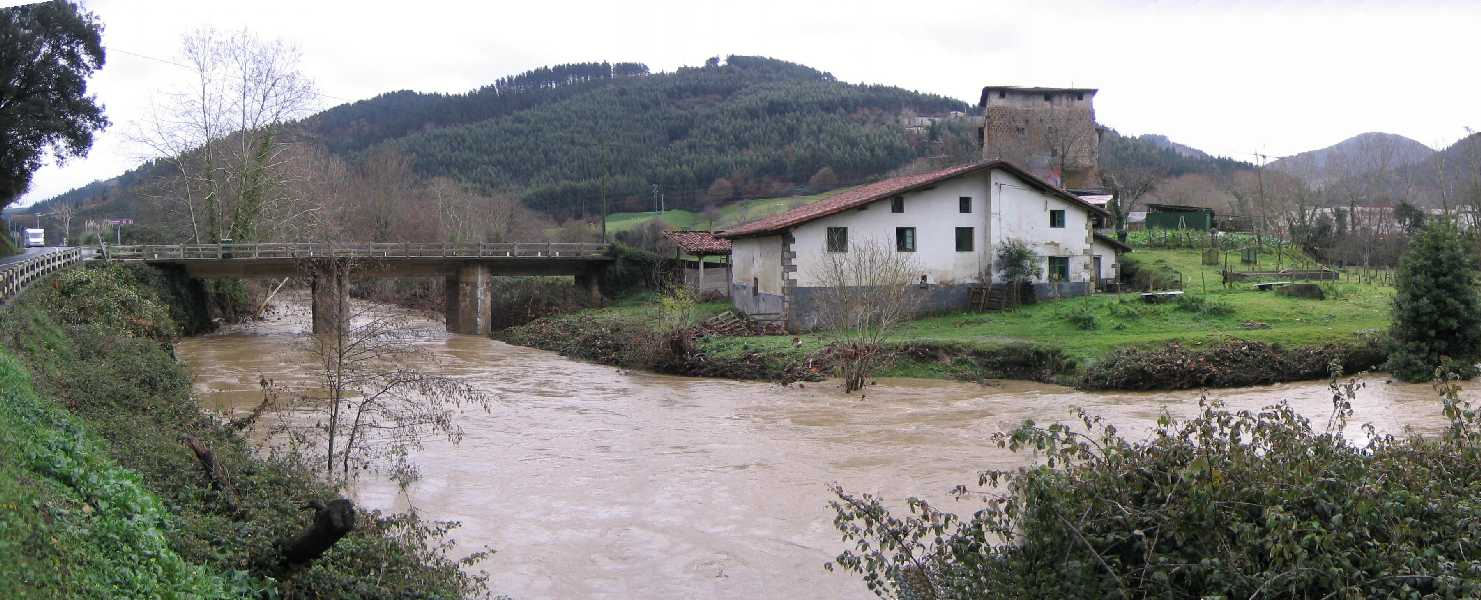

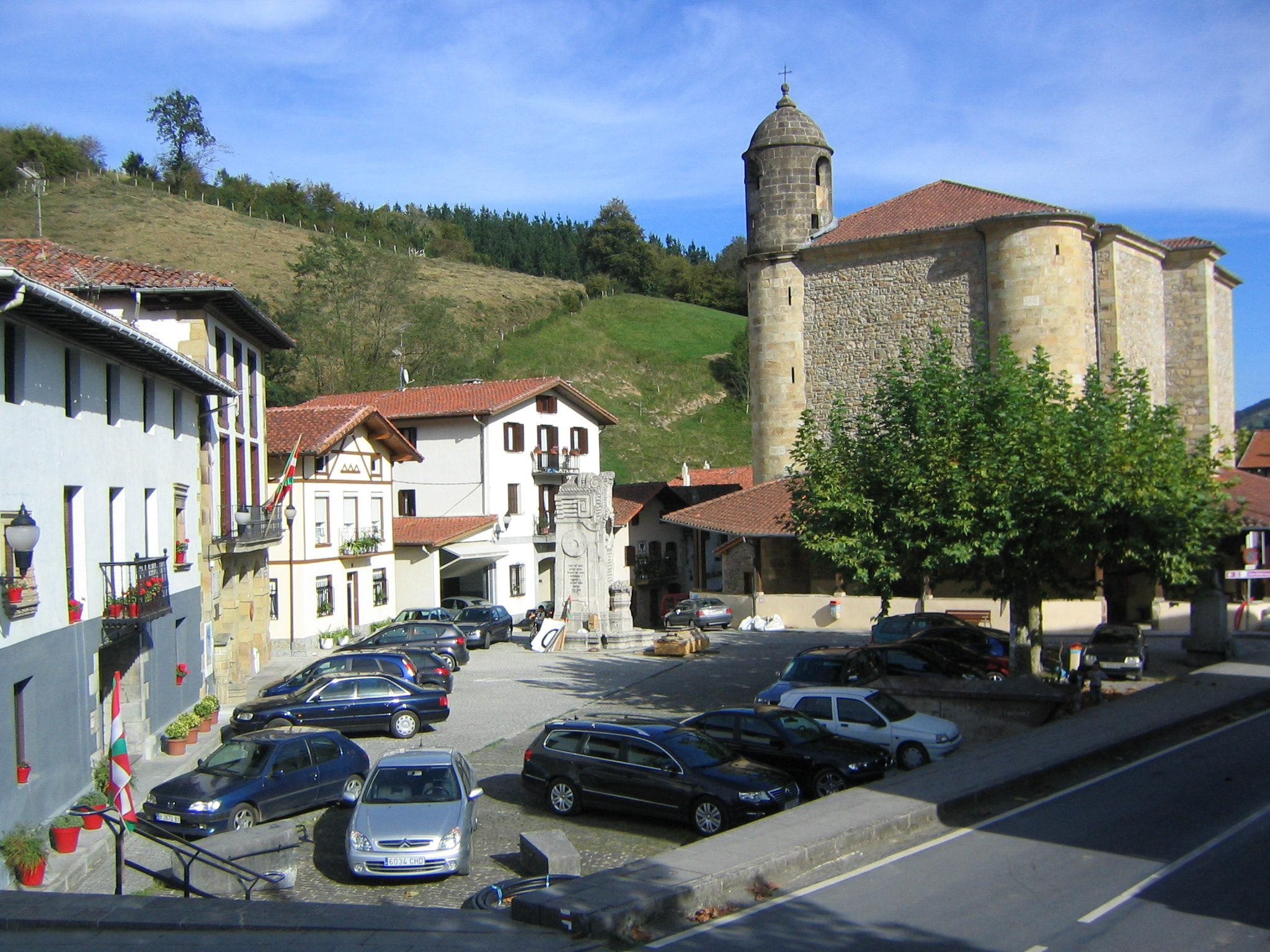

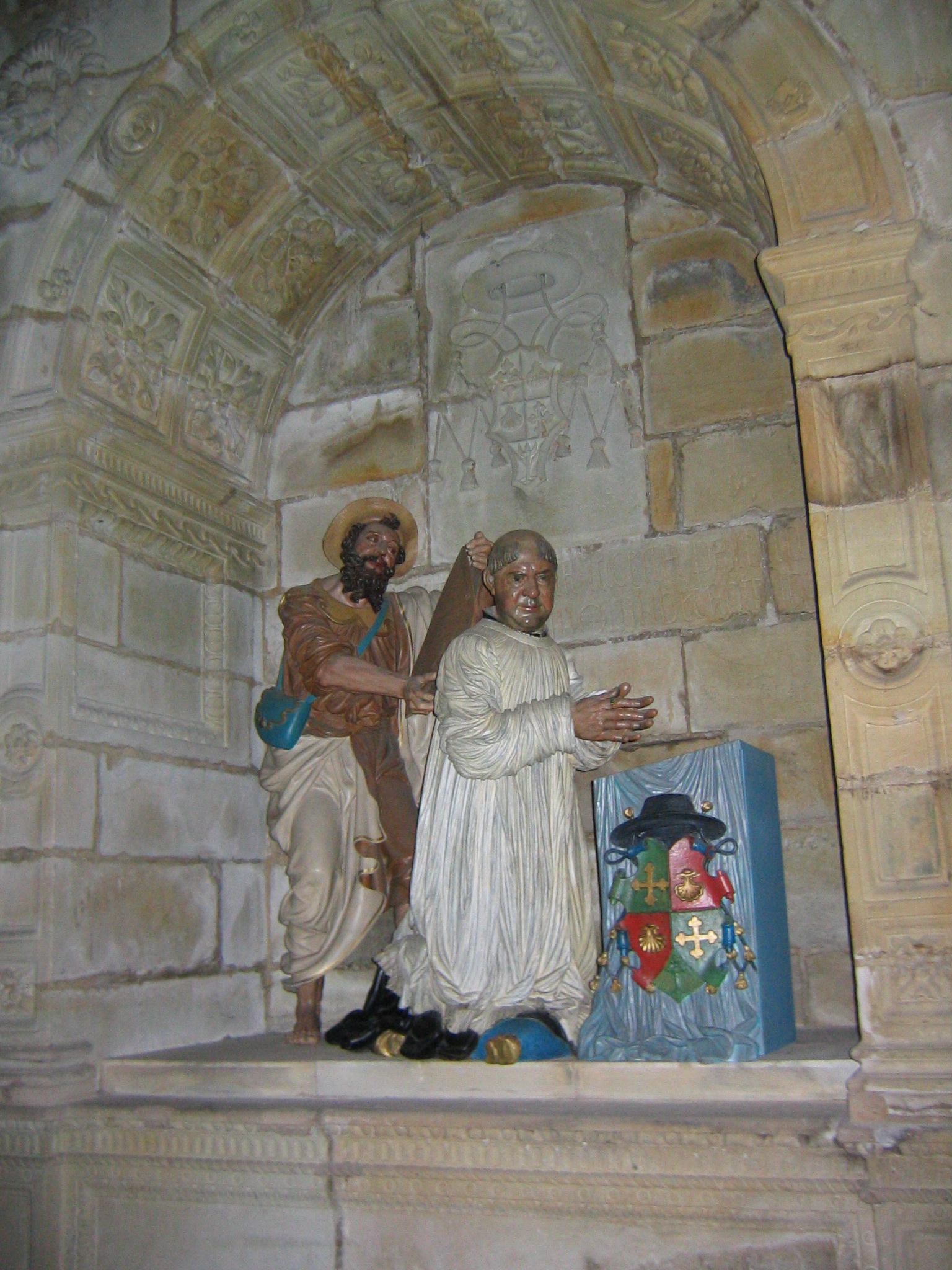

Леа-Артибай (исп. и баск. Lea-Artibai)  — район (комарка) в Испании, входит в провинцию Бискайя в составе автономного сообщества Страна Басков.

## Муниципалитеты
1. Маркина-Хемейн
2. Сенарруса-Пуэбла-де-Боливар
3. Ондарроа
4. Эчеварриа
5. Берриатуа
6. Аморото
7. Гисабуруага
8. Испастер
9. Лекейтио
10. Аулестиа
11. Арбасеги-и-Геррикайс
12. Мендеха